# Uwe Eisermann
Uwe Eisermann (* 1968) ist ein deutscher Hochschullehrer und war Gründungspräsident der Fachhochschule XU Exponential University of Applied Sciences.

## Leben und Wirken
Uwe Eisermann studierte an der Georg-August-Universität Göttingen und an der Friedrich-Alexander-Universität Erlangen-Nürnberg. Von 1999 bis 2002 arbeitete er bei der Siemens AG. Im Jahr 2002 wurde er mit der Dissertation Der Trainings-Assistent der Siemens AG Medical Solutions, Basic Research and Development, GT 2 New Care Solutions: Entwicklung und Erprobung eines computergestützten multimedialen Trainings in der stationären orthopädischen Rehabilitation von Patienten mit Hüft- oder Knietotalendoprothese zum Dr. phil. promoviert. Anschließend arbeitete er von 2002 bis 2007 an der Fachhochschule Kufstein. Im Jahr 2003 übernahm Uwe Eisermann die Leitung des Studiengangs Sport-, Kultur- & Veranstaltungsmanagement (SKVM) an der FH Kufstein.
An der Business and Information Technology School (BiTS) vertrat Uwe Eisermann als Professor das Fachgebiet Sport und Event Management. Er war Dekan der Hochschule und als solcher verantwortlich für den Fachbereich International Service Industries und den Bachelorstudiengang International Management for Service Industries. Er war ferner für die Hochschulentwicklung zuständig.
Seit 2018 war Eisermann an der neu gegründeten XU Exponential University of Applied Sciences in Potsdam der erste Hochschulpräsident.